# Idiodonus heidemanni
Idiodonus heidemanni är en insektsart som beskrevs av Ball 1900. Idiodonus heidemanni ingår i släktet Idiodonus och familjen dvärgstritar. Utöver nominatformen finns också underarten I. h. chinonus.